# Парламентарни избори у Краљевини Србији 1883.
Влада Милана Пироћанца је предложила Круни да се у целој земљи изврше нови посланички избори за Законодавну скупштину, надајући се при томе да ће за себе моћи да постигне једну парламентарну већину, како би доцније, према уставним одредбама, могла да изврши изборе за Велику народну скупштину која је једино била надлежна за питање измене Устава.
Краљевим указом били се одређени избори за 7. септембар 1883, с тим да се новоизабрана Скупштина састане у ванредан сазив 15. септембра како би узела у претрес железничку конвенцију са Аустријом, Турском и Бугарском. Резултат избора показао се као неповољан за владу Милана Пироћанца и напредњаке: опозиција је на изборима добила 102 мандата, (радикали 72, либерали 30), према 24 мандата колико су у свему добили напредњаци. У осам срезова избори су протекли у нереду или уопште нису били ни извршени. Краљ је, на основу Устава, имао право да постави још 44 посланика; на предлог владин он је то и учинио, али ни тај број није био довољан да би осигурао влади потребну већину за рад.